# Rio Branco (Rio Negro)
Der Rio Branco [ˌχiu ˈbɾãku] (portug. für „weißer Fluss“) ist ein unter diesem Namen 560 km und mit dem Rio Uraricoera 1439 km langer, linker Nebenfluss des Rio Negro und verläuft im Norden Brasiliens. Mit einer Wasserführung von 5300 m³/s ist er der größte Nebenfluss des Rio Negro.

## Verlauf
Der Rio Branco entsteht nördlich von Boa Vista aus dem Zusammenfluss des 870 km langen Rio Uraricoera, der in der Serra Parima an der Grenze zu Venezuela entspringt, und des etwas kleineren Rio Takutu, der in der Serra Pakaraima an der Grenze zu Guyana entspringt. Von Boa Vista bis zu seiner Mündung in den Rio Negro fließt der Rio Branco in sehr gestrecktem Lauf südwärts.
Der Lauf des Rio Branco weist zwei sehr unterschiedliche Abschnitte auf: Zunächst werden seine Ufer auf 145 Kilometern von Feuchtsavannen begleitet, die teilweise landwirtschaftlich genutzt sind, dann aber, nach einem an Stromschnellen reichen Abschnitt von gut 15 Kilometern Länge (Cachoeira do Bem-Querer), fließt der Rio Branco durch den tropischen Regenwald des Amazonastieflandes. Dieser fast 400 Kilometer lange Abschnitt ist der für die Schifffahrt wichtigste. Der Rio Branco hat ein streckenweise von Sand- und Schlammbänken geprägtes Flussbett und erlaubt, abgesehen von den unteren 125 Flusskilometern, zumeist Tiefgänge von kaum mehr als einem Meter. Die größte Stadt ist Boa Vista, wo die 1,2 Kilometer lange Ponte dos Macuxis („Brücke der Macuxis“, benannt nach einem Volk im Bundesstaat Roraima), den Strom überspannt.
Der Rio Branco ist ein Weißwasserfluss, anders als die sonstigen größeren Weißwasserflüsse erhält er seine Schwebstofffracht jedoch nicht aus den Anden, sondern aus dem Bergland von Guayana. Bei der Mündung in den nahezu schwebstofffreien Rio Negro bildet er ein Binnendelta, das den Rio Negro nicht nur nach Süden drängt, sondern auch zurückstaut. Dabei weitet sich der Rio Negro inselreich auf (Mariuá-Archipel), ähnlich wie oberhalb seiner Mündung in den Amazonas wenig unterhalb von Manaus.

## Nebenflüsse
Zu den größten Nebenflüssen gehören (flussabwärts):
- Rio Mucajai (rechts)
- Rio Ajarani (rechts)
- Río Anauá (links)
- Rio Catrimani (rechts)
- Rio Xeriuini (rechts)